# Strada statale 637 di Frosinone e di Gaeta
La ex strada statale 637 di Frosinone e di Gaeta (SS 637), ora strada regionale 637 di Frosinone e di Gaeta (SR 637), era una strada statale italiana che si sviluppava nel Lazio. Attualmente classificata come strada regionale, mette in comunicazione Frosinone con Fondi.

## Percorso
Ha origine a Frosinone, dalla ex strada statale 6 Via Casilina, e si dirige verso sud su un percorso agevole e scorrevole. Intersecata l'autostrada A1, tocca le località di Ceccano, il territorio comunale di Castro dei Volsci e prosegue per Vallecorsa. Superato il Passo di Quercia del Monaco, a 548 m s.l.m., entra nella provincia di Latina, e termina a Fondi immettendosi sulla strada statale 7 Via Appia.
Il nome della strada fa pensare che il progetto iniziale comportasse un collegamento diretto tra Frosinone e Gaeta mentre, tuttora, la strada arriva solamente a Fondi.

## Storia
Già contemplata nel piano generale delle strade aventi i requisiti di statale del 1959, è
solo col decreto del Ministro dei lavori pubblici del 19 agosto 1971, con i seguenti capisaldi d'itinerario: "Innesto strada statale n. 6 al chilometro 86+391 - Ceccano - innesto strada statale n. 7 presso Fondi".
In seguito al decreto legislativo n. 112 del 1998, dal 1º febbraio 2002 la gestione è passata dall'ANAS alla Regione Lazio, che ha ulteriormente devoluto le competenze alla Provincia di Frosinone e alla Provincia di Latina per le tratte territorialmente competenti. Dal 5 marzo 2007 la società Astral ha acquisito la titolarità di concessionario dell'infrastruttura.

## Strada statale 637 dir di Frosinone e di Gaeta
La ex strada statale 637 dir di Frosinone e di Gaeta (SS 637 dir), ora strada regionale 637 dir di Frosinone e di Gaeta (SR 637 dir), era una strada statale Italiana, il cui percorso si snodava all'interno della Provincia di Frosinone.
Attualmente classificata come strada regionale, costituisce una diramazione della SS 637 che parte nei pressi di Ceccano, e funge da collegamento con la Strada statale 156 dei Monti Lepini nei pressi della Contrada Palombara, all'interno del comune di Giuliano di Roma.

### Storia
Venne classifica strada statale con il decreto del Ministro dei lavori pubblici del 18 aprile 1974, mutuando parte del tracciato dalla strada provinciale Gruttina, con i seguenti capisaldi d'itinerario: "Innesto strada statale n. 637 a Ceccano - Innesto strada statale n. 156 al km. 13+020."
In seguito al decreto legislativo n. 112 del 1998, dal 1º febbraio 2002 la gestione è passata dall'ANAS alla Regione Lazio, che ha ulteriormente devoluto le competenze alla Provincia di Frosinone. Dal 5 marzo 2007 la società Astral ha acquisito la titolarità di concessionario dell'infrastruttura.